# آرشاک بروطیان
آرشاک بروطیان (زادهٔ ۳ اکتبر ۱۸۶۴ – درگذشته در ۲۵ اوت ۱۹۳۶) موسیقی‌دان، آموزگار، ترانه‌سرا، رهبر کُر و هنرمند اهل ارمنستان بود. وی در روستای کارابرد، استان الکساندراپول، در نیابت قفقاز و در زمان امپراتوری روسیه متولد شد و در لنیناکان، جمهوری شوروی ارمنستان در زمان اتحاد جماهیر شوروی درگذشت. او پدر نقاش معروف گاگیک بروطیان بود.

## زندگی‌نامه
آرشاک بروطیان در سال ۱۸۶۴ در روستای کنونی کارابرد متولد شد. خانواده او اصالتاً از استان موش ارمنستان بودند. وی در سال ۱۸۷۶ با نمرات عالی از مدرسه دینی هاریچی در روستای غپچاغ فارغ‌التحصیل شد و تحصیلات خود را در حوزه علمیه گئورگیان سنت اچمیادزین ادامه داد. پس از دریافت آموزش در این مرکز و با پیشرفت چشمگیر، در سال ۱۸۸۸ به الکساندراپول بازگشت.
در آرشیو شخصی بروطیان که در موزه ادبیات و هنر چارنتس نگهداری می‌شود، یک سند منحصر به فرد وجود دارد؛ این سند گواهی‌نامه‌ای نوشته کومیتاس است که تأیید می‌کند بروطیان دانش برجسته‌ای در سیستم‌های نت‌نگاری اروپایی و موسیقی جدید ارمنی دارد، که به واسطه آن می‌تواند در مدرسه اجتماعی کلیسای مریم مقدس، رامیس در الکساندراپول تدریس کند.
با این حال، حوزه دیگری از فعالیت وجود داشت که برای بروطیان عزیز و مقدس بود این حوزه گردآوری آثار بود که باید به عنوان فعالیتی فوق‌العاده ارزشمند و پیشرو در استانداردهای زمان خود ارزیابی شود. ترانه‌های مردمی به عنوان ارزش‌های پایدار، جایگاه ثابتی در فعالیت‌های چندگانه این روشنفکر پیدا کردند. امروز، به لطف تلاش‌های او، امکان درک ویژگی‌های ترانه‌های مردمی شیراک فراهم شده است. در این زمینه، شیراک حامل فرهنگ ترانه‌ای رنگارنگ و چندسبکی بود.
در همین محیط، ترانه‌های حماسی و ملی-میهنی جایگاه ویژه‌ای داشتند که عبارت بودند از:
- «Քաջ Արաբոյի երգը» (ترجمه تحت‌اللفظی: ترانه آرابوی دلیر)
- «Բայազետցի Կոստոյի երգը» (ترجمه تحت‌اللفظی: ترانه کوستو از بایازید)
- «Էկավ հասավ Վանա ծովուն» (ترجمه تحت‌اللفظی: آمد و به دریاچه وان رسید، که ستایشی برای ژنرال آرشاک تر-غوکاسیان است)
- «Ձայն մը հնչեց Էրզրումեն» (ترجمه تحت‌اللفظی: صدایی از ارزوم برخاست) و غیره.[۴]

بروطیان کنسرت‌های عمومی موسیقی محلی را در الکساندراپول آغاز کرد. او اولین کسی بود که با گروه‌های خود با پوشیدن تاراز (لباس سنتی ارمنی) بر روی صحنه رفت و از همه مهم‌تر، به گسترش آواز چهاربخشی کمک کرد. او یکی از نخستین افرادی بود که پلی‌فونی را در زندگی موسیقی ارمنیان نهادینه و گسترش داد. در سال ۱۸۸۲، او به عنوان یک هنرمند از حوزه علمیه گئورگیان اچمیادزین فارغ‌التحصیل شد و در سال ۱۹۰۳ در آکادمی هنرهای امپراتوری سن پترزبورگ پیشرفت کرد. بروطیان در مدارس مختلف الکساندراپول تدریس کرد، در سال ۱۸۹۵ حدود ۵۰۰ ترانه محلی را گردآوری کرد. او ترانه‌های شبانی و معنوی را ضبط و نت‌نویسی کرد، گروه‌های کر ایجاد و هدایت کرد و ترانه‌های جیوآنی، خیات و دیگر نقالان را از نابودی نجات داد.

## فعالیت در نقاشی
وی خالق پرتره‌ها و شمایل‌هایی از افراد برجسته همچون آ. مخیتاریانتس، گارگین لوانیان، ت. آنتیکیان و دیگران بود.

## یادبود
مدرسه موسیقی شماره ۴ گیومری به نام بروطیان نامگذاری شده است.

## شهادت دربارهٔ آرشاک بروطیان
آرشاک بروطیان کنسرت‌های عمومی موسیقی محلی را در الکساندراپول آغاز کرد، اولین کسی بود که با گروه‌های خود با پوشیدن تاراز (لباس سنتی ارمنی) بر روی صحنه رفت و از همه مهم‌تر، به گسترش آواز چهاربخشی کمک کرد. او یکی از نخستین افرادی بود که پلی‌فونی را در زندگی موسیقی ارمنیان نهادینه و گسترش داد.— مارگریت بروطیان، موسیقی‌دان

## آثار
- کتاب درسی ضبط کلیسای ارمنی، واغارشاپات، ۱۸۹۰.
- زمزمه‌های عامیانه (مجموعه ضبط‌شده)، ایروان، ۱۹۸۵ (با مقدمه و یادداشت‌هایی از م. بروطیان).